# Rajania angustifolia
Rajania angustifolia är en enhjärtbladig växtart som beskrevs av Olof Swartz. Rajania angustifolia ingår i släktet Rajania och familjen Dioscoreaceae. Inga underarter finns listade i Catalogue of Life.